# Zuid-Soedan op de Olympische Zomerspelen 2020
Zuid-Soedan nam deel aan de Olympische Zomerspelen 2020 in Tokio, Japan. Het land deed voor de tweede keer mee aan de spelen. Net als de eerste keer won Zuid-Soedan geen medailles. Naast de atleten die voor Zuid-Soedan uitkwamen namen er nog vier atleten uit het land deel onder de vlag van het vluchtelingenteam.

## Atleten
Hieronder volgt een overzicht van de atleten die meededen aan de Olympische Zomerspelen 2020.
| sport    | mannen | vrouwen | totaal |
| -------- | ------ | ------- | ------ |
| Atletiek | 1      | 1       | 2      |
| totaal   | 1      | 1       | 2      |

## Sporten

### Atletiek
Mannen
Loopnummers
| atleet       | onderdeel | series  | series | halve finale   | halve finale   | finale         | finale         |
| atleet       | onderdeel | tijd    | rang   | tijd           | rang           | tijd           | rang           |
| ------------ | --------- | ------- | ------ | -------------- | -------------- | -------------- | -------------- |
| Abraham Guem | 1500 m    | 3.40,86 | 13     | niet geplaatst | niet geplaatst | niet geplaatst | niet geplaatst |

Vrouwen
Loopnummers
| atleet       | onderdeel | series | series | kwartfinale | kwartfinale | halve finale   | halve finale   | finale         | finale         |
| atleet       | onderdeel | tijd   | rang   | tijd        | rang        | tijd           | rang           | tijd           | rang           |
| ------------ | --------- | ------ | ------ | ----------- | ----------- | -------------- | -------------- | -------------- | -------------- |
| Lucia Morris | 200 m     | 25,24  | 6      | n.v.t.      | n.v.t.      | niet geplaatst | niet geplaatst | niet geplaatst | niet geplaatst |